# ГТЕС Нга-Ава-Пуруа

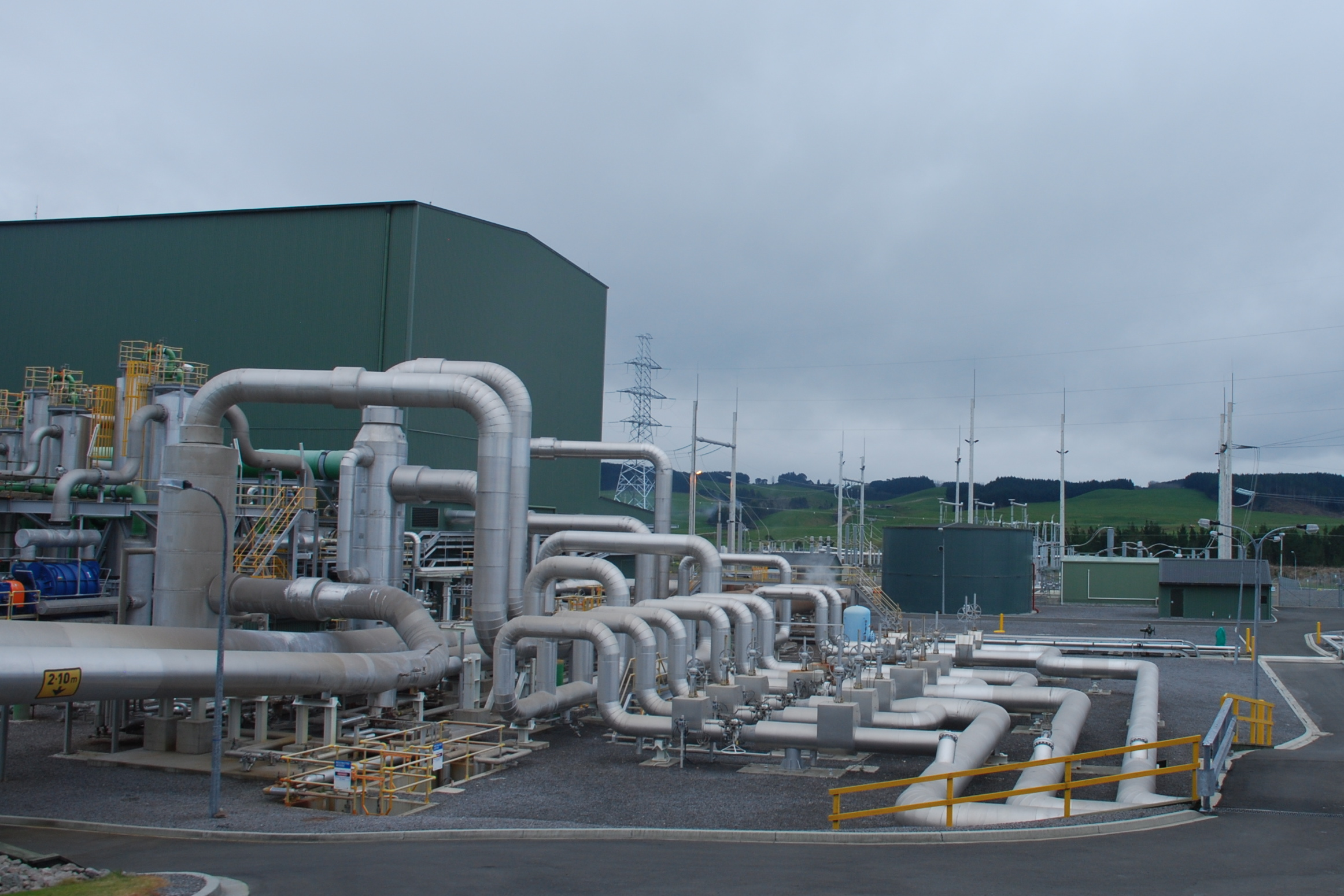
Один з елементів електростанції

ГТЕС Нга-Ава-Пуруа (Ngā Awa Purua) – геотермальна електростанція на Північному острові Нової Зеландії. Також відома як ГТЕС Ротокава II, оскільки за вісім сотень метрів від неї розташований майданчик ГТЕС Ротокава (35 МВт), що стала до ладу в 1997 році.
Станція, яку ввели в дію у 2010 році, живиться від семи свердловин, що мають глибину від 2000 до 2500 метрів та досягають геотермального резервуару з температурою у 270 градусів Цельсію. Отримана звідти двофазна паро-водяна суміш проходить через станцію сепарації, після чого пара спярмовується на парову турбіну виробництва Fuji потужністю 140 МВт.
75% відпрацьованої води закачується назад під землю через чотири свердловини завглибшки 3000 метрів.
Для охолодження використовують воду із річки Ваїкато. 
Видача продукції відбувається під напругою 220 кВ.